# Championship of Europe
Championship of Europe, uscito anche come European Champions, è un videogioco di calcio pubblicato nel 1992 per Amiga e Commodore 64 dalla Idea. Il gioco è con visuale dall'alto e segue lo stile di Kick Off, all'epoca un punto di riferimento del genere. Squadre e calciatori sono basati sulle nazionali europee partecipanti alle qualificazioni al campionato europeo di calcio 1992.
Championship of Europe è molto simile a Dribbling, basato invece sulla Serie A italiana. La Idea aveva annunciato Dribbling già da tempo, ma pubblicò prima Championship of Europe in occasione dell'imminente campionato europeo, usando lo stesso sistema di gioco; Dribbling uscì successivamente, con varie aggiunte e migliorie.

## Modalità di gioco
Si può giocare una partita singola o l'intero campionato europeo a partire dalle qualifiche, con le 33 squadre del vero Euro '92, inclusi i veri calciatori. Il campionato in corso può essere salvato. Si può impostare la durata reale della partita e le condizioni del terreno, che può essere bagnato o innevato.
Il campo è mostrato dall'alto, con orientamento in verticale e scorrimento in tutte le direzioni. Possono partecipare due giocatori in simultanea, ma soltanto come avversari.
Si controlla un calciatore alla volta selezionato automaticamente, mentre i portieri sono controllati dal computer. Quando si ha la palla, questa rimane attaccata al piede del calciatore solo brevemente, poi viene rilanciata un po' in avanti, e in questi momenti i bruschi cambi di direzione possono farla perdere. Su Commodore 64 si possono effettuare le scivolate, mentre su Amiga si può rubare palla solo passandoci sopra. In entrambi i casi sono possibili i falli.
Su Commodore 64 la parte bassa dello schermo è occupata da un'area informativa che contiene anche i nomi dei calciatori attualmente coinvolti nell'azione e una minimappa. Su Amiga la visuale del campo occupa tutto lo schermo e le informazioni compaiono in sovraimpressione, ma manca la minimappa. 
Prima di ogni partita c'è una sezione tattica. Su Commodore 64 si possono visualizzare i livelli di varie abilità per ciascun membro della squadra e assegnare ogni calciatore a difesa, centro, attacco o riserve; per ciascuno inoltre si può scegliere se farlo marcare a zona o a uomo, e nel secondo caso anche scegliere quale avversario marcare.
Su Amiga invece ci si limita a selezionare quali calciatori far giocare, nei loro ruoli predefiniti, e quali lasciare in panchina.